# Ros Gold-Onwude
Rosalyn Fatima Gold-Onwude (/ɒnˈwʊdi/; född 28 april 1987 i New York, USA är en amerikansk-nigeriansk sportjournalist. Gold-Onwude, spelade collegebasket på Stanford University och spelade i Nigerias landslag.
Gold-Onwude täcker som journalist NBA-basket på ESPN:s TV-, digital- och radioplattformar och är värd för First Take med Stephen A. Smith varje vecka. Sedan 2012 har Gold-Onwude bevakat March Madness, NCAA-turneringen och Pac-12 Men's and Women's college hoops i både analytiker- och reporterrollen för Pac-12 Networks. Senast har Gold-Onwude gått samman med Kevin Durants och Rich Kleimans 35 Ventures som ett av ansiktena utåt för The Boardroom. Gold-Onwude var också värd för en sportdebattshow kallad Don't at Me som presenterades av The Players' Tribune och strömmades live på Twitter.

## Biografi

### Tidigt liv
Gold-Onwude föddes i Queens, New York. Hennes föräldrar är Pat Gold och Austin Onwude. Hon spelade gymnasiebasket på Archbishop Molloy High School i Briarwood, New York. Laget vann två statliga titlar 2003 och 2004, men en knäskada avslutade hennes seniorsäsong tidigt. Trots skadan tog hon examen från Molloy som en högt dekorerad spelare och blev den första kvinnliga idrottaren i programmets historia att spela basket i division I, sedan hon hade accepterat ett stipendium till Stanford University. Gold-Onwude blev Molloys andra ledande målskytt genom tiderna och tidernas ledare i steals och assist trots ytterligare en knäskada. År 2011 blev Gold-Onwude den första Molloy-alumnen som valdes in i GCHSAA Hall of Fame.

### Collegekarriär
Gold-Onwude spelade basket samtidigt som hon avlade en kandidatexamen i kommunikationsvetenskap och en magisterexamen i sociologi vid Stanford University.
Som medlem av Stanfords dambasketlag från 2005 till 2010, spelade Gold-Onwude i tre Final Fours och två nationella mästerskapsmatcher och hjälpte kardinalen att vinna fyra konferenstitlar, som startvakt. Under sin sista säsong utsågs hon till 2010 års Pac-10 Co-Defensive Player of the Year, vilket avslutade hennes Stanford-karriär som skolans ledande genom tiderna i spelade matcher.

### Landslagskarriär
Gold-Onwude representerade Nigerias damlandslag vid 2011 FIBA Africa Championship for Women där hon hade i genomsnitt 8,1 poäng, 2,1 returer och 2 assist.

### TV-journalistik
Från 2017 till 2019 arbetade Gold-Onwude för Turner Sports i sin första nationella roll, som täckte NBA-seriens slutspel, All Star Weekend och NBA Summer League-spel för TNT och NBATV. Innan Gold-Onwude kom till Turner Sports var hon sidlinjereporter för Golden State Warriors på NBC Sports Bay Area, och täckte Warriors' seger till tre raka NBA-slutspel och två mästerskap från 2014 till 2017. Gold-Onwude var färgkommentator för WNBA:s New York Liberty från 2011 till 2017 för MSG Networks. Dessutom gick hon med i NBC:s bevakning av Olympiska sommarspelen 2016 i Rio de Janeiro som sidlinjereporter för herrbasket. Gold-Onwude har arbetat som analytiker för NBA på ESPN Radio sedan 2022. 2023, under Internationella kvinnodagen, var hon gästanalytiker för en NBA-match på ESPN.

### Privatliv
Gold-Onwude har talat ut om sin passion för att vara mentor för unga flickor, öka medvetenheten om psykiska problem och stärka kvinnor i näringslivet. Hon har deltagit i NBA:s Basketball Without Borders Program och NBA Africa Game.